# Гордон, Ричард Фрэнсис
Ричард Фрэнсис «Дик» Гордон-младший (англ. Richard Francis «Dick» Gordon, Jr.; 5 октября 1929 — 6 ноября 2017) — американский астронавт. Родился 5 октября 1929 года в Сиэтле, штат Вашингтон. Он является одним из 24 человек, которые долетели до Луны.
Получил степень бакалавра наук по химии в Вашингтонском университете в 1951 году. В 1953 году прошёл первичную лётную подготовку, став военно-морским лётчиком. Прошёл курс подготовки по реактивным самолётам. В 1957 году учился в Школе лётчиков-испытателей ВМФ. Участвовал в испытаниях истребителей McDonnell Douglas F-4 Phantom II, после этого служил лётчиком-инструктором на истребителях этой модели.
Кроме того, стал победителем гонок Bendix Trophy Race из Лос-Анджелеса в Нью-Йорк в мае 1961 года.
Прошёл в третий набор астронавтов НАСА в октябре 1963 года.
Совершил два космических полёта: пилот «Джемини-11» (во время полета произвел выход в открытый космос) и пилот командного модуля «Аполлона-12» (оставался на окололунной орбите во время второй высадки человека на Луну). В общей сложности пробыл 315 часов и 53 минут в космосе, 2 часа и 44 минут из которых в открытом космосе.
Был дублёром командира миссии «Аполлона-15» и планировался на должность командира основного экипажа в отменённом полёте «Аполлон-18».
В 1970 году был награждён медалью НАСА «За выдающуюся службу».
Капитан Гордон вышел в отставку из НАСА и ВМФ в январе 1972 года.
Скончался 6 ноября 2017 года. Похоронен на Арлингтонском национальном кладбище.